# 2015 en littérature
| Années de la littérature : 2012 - 2013 - 2014 - 2015 - 2016 - 2017 - 2018    |
| Décennies de la littérature : 1980 - 1990 - 2000 - 2010 - 2020 - 2030 - 2040 |

Cet article présente les faits marquants de l'année 2015 en littérature.

## Évènements
- 18 mars : centenaire de la naissance de Jean Anglade, écrivain français.
- 17 avril : Jean d'Ormesson est publié dans la Bibliothèque de la Pléiade.
- 4 avril : centenaire de la mort de Louis Pergaud.
- 6 mai : bicentenaire de la naissance d'Eugène Labiche, dramaturge français.
- 18 juin : Les écrivaines Sophie Chauveau et Viviane Moore entrent à la Commission d'Information et de Contrôle de la SOFIA[1].
- 1er juillet : Marie Sellier est réélue présidente de la Société des gens de lettres ; trois romancières entrent au comité : Emmanuelle Heidsieck, Véronique Ovaldé, ainsi que Sophie Chauveau en tant que Rapporteure générale adjointe[2].
- 12 novembre : centenaire de la naissance de Roland Barthes, écrivain et critique français.
- 1er décembre : centenaire de la mort de Stuart Fitzrandolph Merrill, poète symboliste américain d'expression française.

## Parutions

### Biographies
Patrick Grainville, Marguerite Duras, livre numérique, collection Duetto, Nouvelles Lectures.

### Essais
- Miguel Amorós, Préliminaires. Une perspective anti-industrielle, Éditions de la Roue.
- Lewis Mumford, Art et technique, coédition La Lenteur / Éditions de la Roue.
- José Ardillo, Les Illusions renouvelables. Énergie et pouvoir : une histoire, L'Échappée.
- Jean-Pierre Thiollet, 88 notes pour piano solo, Neva Éditions.
- Yuval Noah Harari, Homo Deus : Une brève histoire de l'avenir (traduit en français en 2017)

### Histoire
- Joslan F. Keller, Dossiers inexpliqués, tome 2, éditions Scrineo.
- Serge Hayat, L'Empire en héritage, Editions Allary.

### Partitions
- Colette Mourey 2 ariettes (Profs Editions)[e 1]
- Colette Mourey World concerto (Éditions Marc Reift)[e 2]
- Colette Mourey Chanson de la rose des voix (Éditions Marc Reift)[e 3]

### Poésie
- Ultime recours, Une anthologie de la poésie francophone contemporaine des profondeurs, coordonnée par Matthieu Baumier & Gwen Garnier-Duguy, 300 p.,  (ISBN 978-2-37226-024-4), paru en janvier.
- Fabio Jermini, Corpi gabbia d'ali e unghie (Corps cage d'ailes et d'ongles), alla chiara fonte, Viganello (Lugano), 2015, paru en janvier.
- Serge Venturini, Éclats d'une poétique des métamorphoses, Livre VII, (2013-2015), coll. « Poètes des cinq continents », éd. L'Harmattan, Paris, 2015,  (ISBN 9782343078311), paru en novembre.

### Romans

#### Auteurs francophones
- Vassilis Alexakis, La Clarinette, Éditions du Seuil.
- Anaïs Barbeau-Lavalette, La femme qui fuit, roman non fictionnel, Marchand de feuilles.
- Clément Bénech, Lève-toi et charme, Flammarion, 174 p.
- Charles Dantzig, Histoire de l'amour et de la haine, éd. Grasset
- François-Henri Désérable, Évariste, Gallimard, 176 p.
- Christophe Galfard, Le Prince des nuages : Intégrale, Flammarion, 1184 p.
- Virginie Grimaldi, Le premier jour du reste de ma vie, City Editions, 288 p.  (ISBN 978-2-8246-0539-5)
- Philippe Lafitte, Belleville Shangaï express, Grasset, 280 p.
- Catherine Leroux, Madame Victoria, Alto, 195 p.
- Louis Lymburrne, L'Invasion, Will Ghündee, édition Michel Quintin, 192 p.  (ISBN 978-2-89435-484-1)
- Jean-Noël Orengo, La Fleur du Capital, éditions Grasset 765 p.
- Julien Péluchon, Kendokei, Éditions du Seuil, coll. « Fiction & Cie », 155 p.  (ISBN 978-2-02-105478-1)
- Anne Révah, L’Enfant sans visage, éd. Mercure de France, 156 p.
- Anne Robillard, Double Allégeance, Wellan.Inc ; Kimaati, Wellan.Inc
- Irina Teodorescu, La malédiction du bandit moustachu, Babel (collection) ; Les Étrangères, Gaïa Éditions

#### Auteurs traduits
- Christophe Galfard, L'Univers à portée de main, Flammarion, 432 p.

#### Policiers, thrillers, espionnage
1. Don Winslow (américain), Missing: New York, traduit par Philippe Loubat-Delranc, éd. Le Seuil.

### Théâtre
- Chloé Lambert : La Médiation, éd. L'avant-scène théâtre, Collection des quatre vents  (ISBN 9782749813431)
- Fabrice Melquiot :
  - Münchhausen
  - Le Poisson combattant / Page en construction / Je suis drôle
- Seydi Sow : Muutal, Fin de règne d'un monarque, Éditions Teham  (ISBN 9791090147140)

## Décès
- 9 janvier : Michel Jeury, écrivain français de science-fiction (° 23 janvier 1934),
- 27 janvier : Suzette Haden Elgin, écrivain américaine de science-fiction (° 18 novembre 1936),
- 12 mars : Terry Pratchett, écrivain britannique de science-fiction et de fantasy (° 28 avril 1948),
- 13 avril :
  - Eduardo Galeano, écrivain et journaliste uruguayen (° 3 septembre 1940),
  - Günter Grass, écrivain et artiste allemand (° 16 octobre 1927),
- 24 mai : Tanith Lee, écrivain britannique de science-fiction et de fantasy (° 19 septembre 1947).
- 30 mai : Joël Champetier, écrivain québécois de science-fiction et de fantasy (° 30 novembre 1957).
- 10 juin : Wolfgang Jeschke, écrivain allemand de science-fiction (° 19 novembre 1936).
- 16 juin : Jean Vautrin, écrivain, réalisateur de cinéma, scénariste et dialoguiste français (° 17 mai 1933).
- 22 juin : Gregorio Morales, poète, écrivain et essayiste espagnol (° 7 juillet 1952).
- 7 août : Samuil Lourié, critique littéraire et écrivain russe(° 12 mai 1942).
- 10 août : Eriek Verpale, écrivain belge (° 2 février 1952).
- 19 août : Antonio Larreta, écrivain uruguayen (° 14 décembre 1922).
- 24 octobre : Margarita Khemlin, écrivain russe (° 6 juillet 1960).
- 27 octobre : Ayerdhal, écrivain français de science-fiction et de romans policiers (° 26 janvier 1959).
- 3 décembre : Vladimir Jeleznikov, auteur soviétique de littérature d'enfance et de jeunesse (° 26 octobre 1925).
- 22 décembre : George Clayton Johnson, écrivain américain de science-fiction (° 10 juillet 1929).